# Античне скло (Ермітаж)

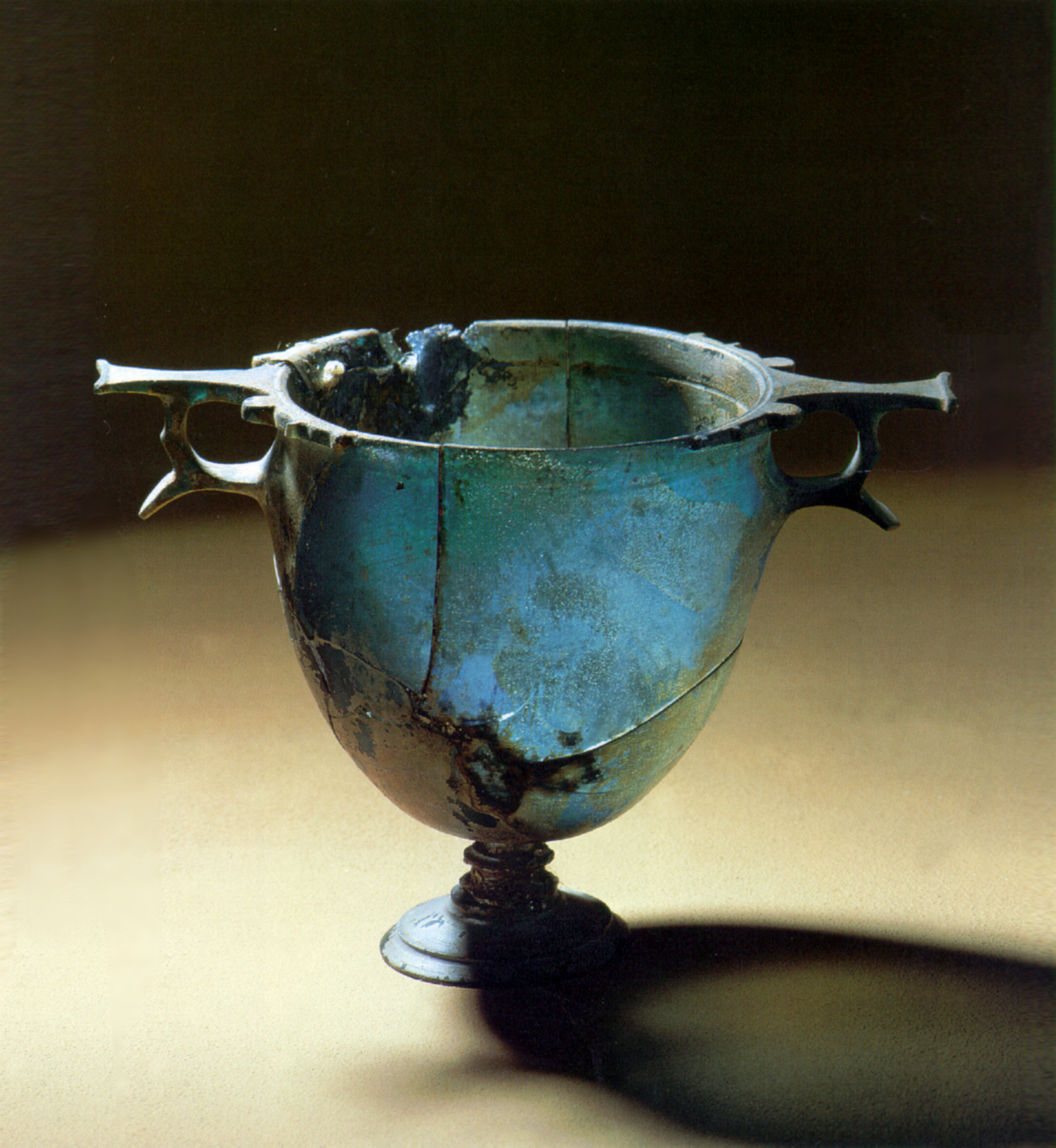
Канфар. Скло, Східне Середземномор'я, 1 ст. н. е.

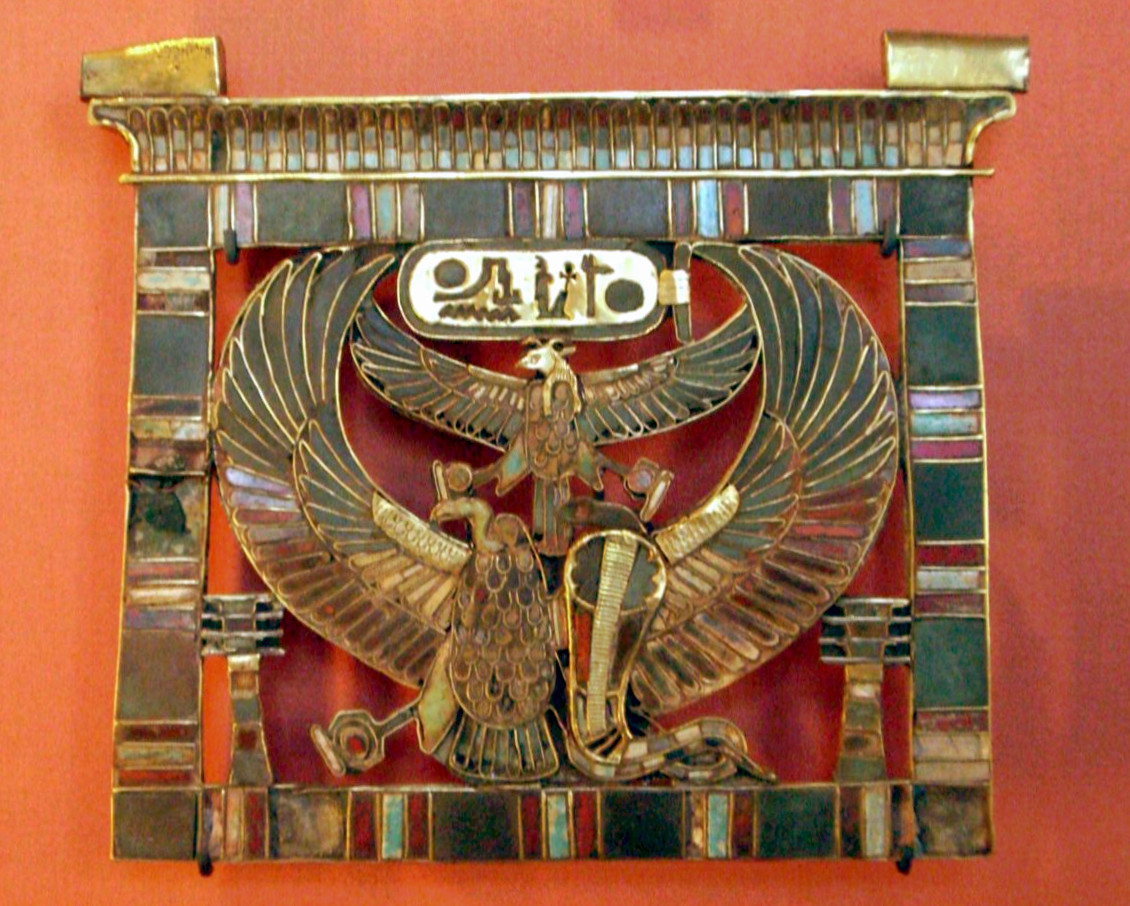
Ювелірна прикраса фараона Рамзеса ІІ, скляна паста, Лувр.

 Античне скло — колекція у музеї Ермітаж, присвячена виробам античного скла з різних виробничих центрів античного періоду.

## Техніки вирробництва
Вважають, що техніку скла винайшли майстри Межиріччя наприкінці 3 тисячоліття до н. е., а вдосконалили ремісники Стародавнього Єгипту. З часом виникають і різні техніки скляного художнього виробництва:
- виливання
- пресування
- мозаїчне скло
- видування в попередньо створену форму
- техніка вільного видування

Найбільш пізня за терміном виникнення — техніка вільного видування, що створена склодувами Сирії у 1 ст.до н. е. Остання техніка найбільш поширена і в сучасності через притаманну їй еластичність і можливості комбінування з іншими техніками.
Техніка видування в попередньо створену форму досить консервативна, але надала можливість створення значної кількості однакових виробів і здешевити ціну популярних зразків. Ця техніка зорієнтована на продаж, на ринок. Розбитий зразок не був унікальним і була можливість відновити втрачений виріб.
Мозаїчне скло з різнокольоровими плямами вдало імітувало вироби з коштовного та напівкоштовного каміння. Але вироби з напівкоштовного каміння були рідкісними і досить трудоміськими у створенні. Їх скляні імітації вважалися досить вдалими, наближеними до кам'яних по коштовності, але отриманими з меншими витратами. Кольорове скло до того ж вдало могло імітувати і вироби з золота чи срібла, кольорові скляні пасти були дешевим замінником лазуритів, що значно поціновувались у Єгипті і широко використовували в оздобах.

## Колекція

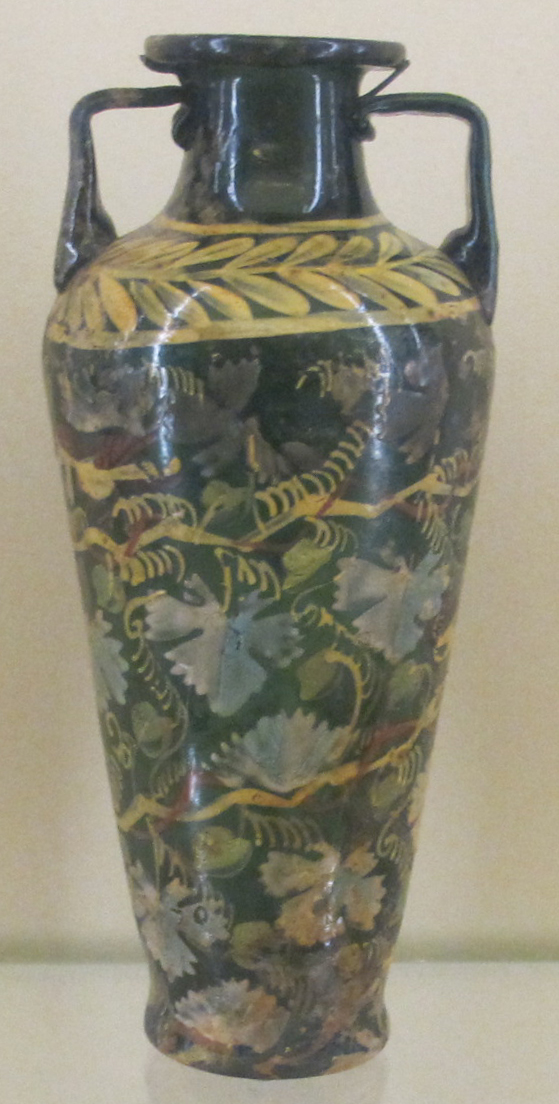
Скляний флакон-амфора з Александрії.

Музейна колекція складалася повільно. Кількість зразків у Ермітажі сягає декількох тисяч (разом з розбитими чи фрагментарними). Значними були надходжння з розкопок античних міст — держав на півдні Російської імперії (міста Боспорського царства і Пантікапей, античні міста — колонії Херсонес Таврійський, Ольвія в Україні тощо). Зразки античного скла місцевих майстерень Причорномор'я — взагалі особливість колекцій античного скла Ермітажу. Менше представлені інші виробничі центри (Сирія, Александрія єгипетська, Римська імперія, майстерні Південних колоній Німеччини, Галлії (сучасна франція) тощо).
Музейна колекція виробів зі скла репрезентує усі відомі техніки. Є вироби з рельєфними орнаментами, в техніці пресування, видування у формі і вільного видування в комбінації з іншими техніками. Частка виробів прикрашена написами з іменами майстрів-виробників, з девізами, з доброзичливими побажаннями. Все це робить їх як мистецькими пам'ятками доби, так і зразками епіграфіки.
Серед уславлених експонатів музею — скляні амфоріски і алабастри кінця 6 — 5 століть до н. е., скляний флакон-амфора з росписами емалями (рідким кольоровим склом різних відтінків). Поверхня останньої амфори прикрашена плетивом лоз винограду та плюща. Зеленувато — синю гамму фарб амфори доповнюють зображення трьох пташок з жовтим та червоним пір'ям. Вважають, що флакон-амфора створена в майстерні Александрії і привезена у Пантікапей (знахідка в одному з некрополів міста).
Ще одна амфора коричневого скла має напис з ім'ям уславленого майстра 1 ст. н. е. Енніона з міста Сидон, Сирія. А чарка зі скла має напис — побажання «Здобудь перемогу !» Особливу групу експонатів складають вази і глеки з прозорого скла різних кольорів і різних розмірів (від мініатюрних до великих) та фігурні флакони.
Серед зразків римського скла — портретна голова дружини імператора Октавіана Августа — Лівії. Подібних зразків існує дуже мало (найближчий аналог — імператорська голівка з кольорового скла в музеї міста Кельн, Німеччина).

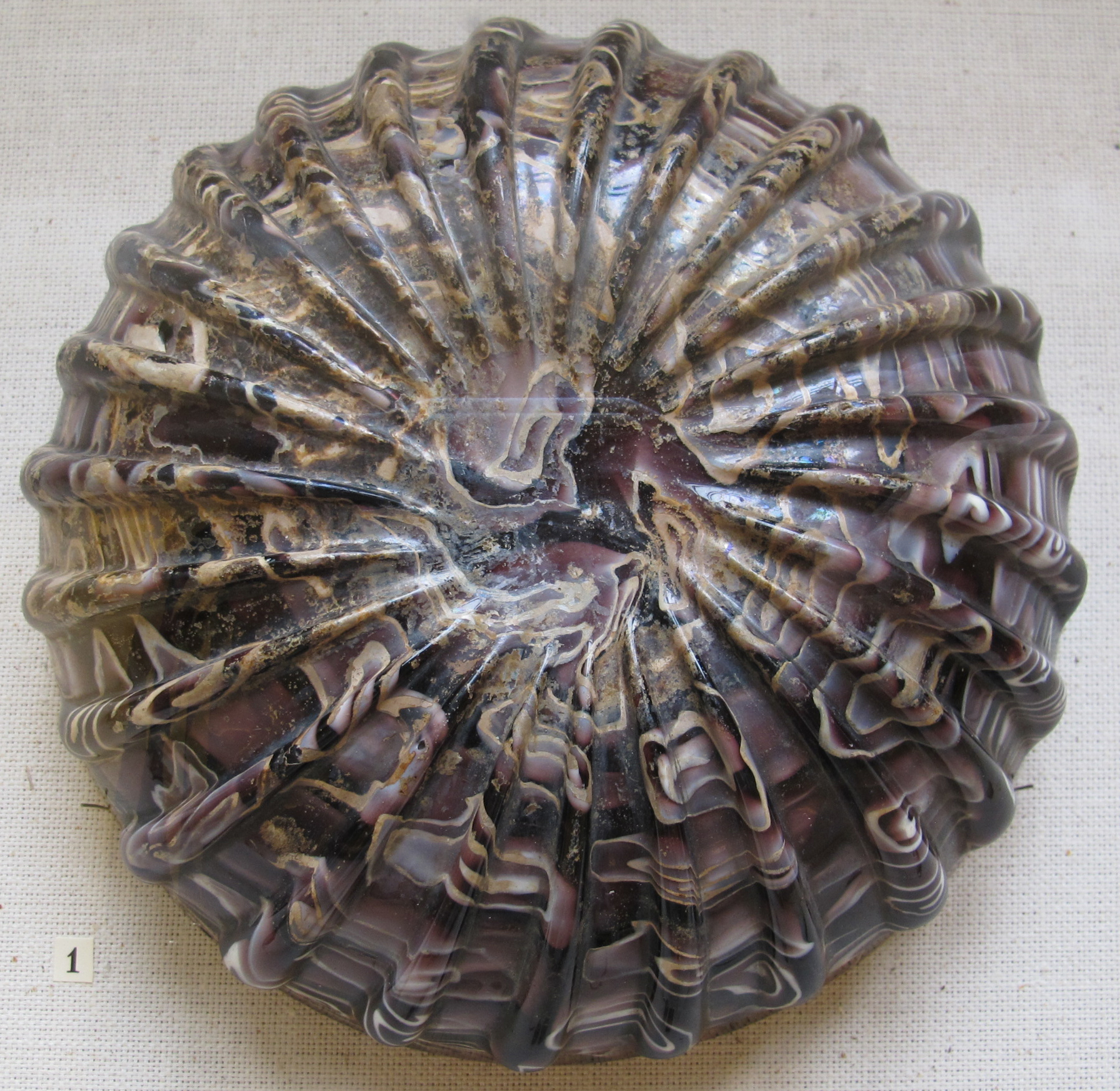
Таріль, мозаїчне скло.
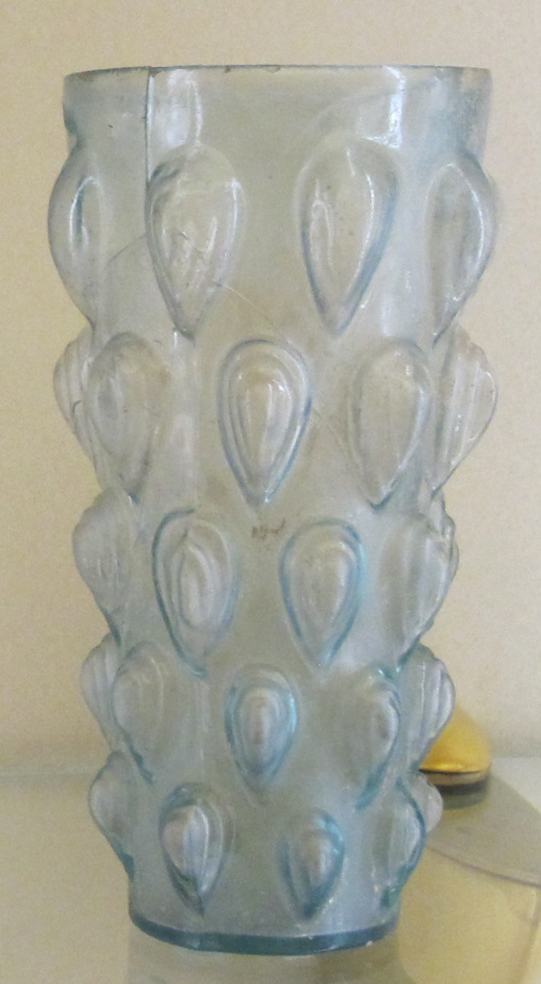
Чарка з опуклим декором
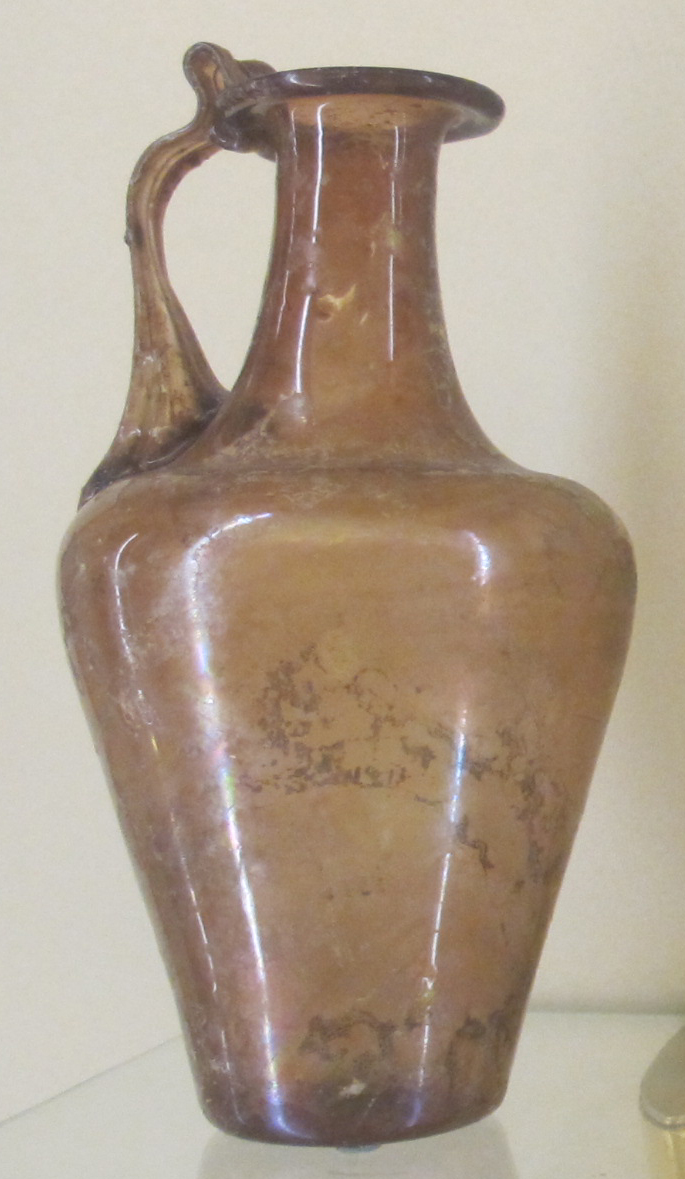
Скляний глечік, Босфор.
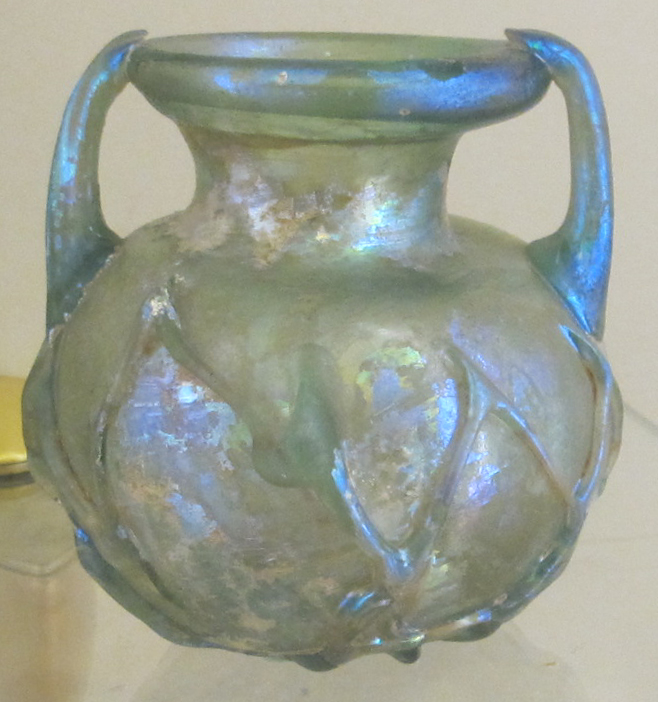
Ваза сирійських майстерень, 4 ст.